# Mörrums distrikt
Mörrums distrikt är ett distrikt i Karlshamns kommun och Blekinge län. 
Distriktet ligger väster och nordväst om Karlshamn. 

## Tidigare administrativ tillhörighet
Distriktet inrättades 2016 och utgörs av en del av det område som Karlshamns stad omfattade före 1971, och som före 1967 utgjort Mörrums socken.
Området motsvarar den omfattning Mörrums församling hade vid årsskiftet 1999/2000.